# Бор (Хваловське сільське поселення)
Бор (рос. Бор) — присілок у Волховському районі Ленінградської області Російської Федерації.
Населення становить 1 особу. Належить до муніципального утворення Хваловське сільське поселення.

## Історія
Згідно із законом № 56-оз від 6 вересня 2004 року належить до муніципального утворення Хваловське сільське поселення.

## Населення
| 1862 | 1997 | 2007 | 2010 | 2017 |
| ---- | ---- | ---- | ---- | ---- |
| 159  | ↘0   | →0   | ↗3   | ↘1   |